# 胡尚志 (明朝)
胡尚志（16世紀—17世紀），字行之，江西南昌府南昌縣籍進賢縣人，明朝政治人物。

## 生平
胡尚志是萬曆十九年（1591年）的舉人，二十三年（1595年）會試期間夢見有神靈對他說：「闈題是《晉元帝恭默思道》，首題則是《司馬牛問仁全章》。」臨發榜前一晚，又夢見神靈說：「你的會元位置被水生取代了。」次日得知主考官與他同郡而避嫌，僅中副榜第一，選授義烏知縣不赴任，改官貴溪教諭，以禮法教導士子，曾擔任貴州鄉試考官，取錄士子皆為名流，著有《禮記講義》流傳，死後入祀鄉賢祠。

## 引用
1. 1 2  光緒《進賢縣志·卷十八·人物》：胡尚志，字行之，萬厯辛卯舉人，乙未會試乙榜，選授義烏知縣不就，改貴溪縣教諭，教士以禮法，嘗聘校貴州鄉試，得士皆名俊，著有《禮記講義》行世，祀鄉賢。
2. ↑  四庫全書《江西通志·卷五十五·選舉七》：萬厯十九年辛卯鄉試……胡尚志 進賢人南昌籍教諭
3. ↑  康熙《進賢縣志·卷十一·選舉志一》：鄉舉……萬曆十九年辛卯陳幼良榜……胡尚志 字行之，貴溪教諭，中乙未會副第一。志臨場忽夢神告云：「闈題為晉元帝恭默思道，是科首題乃司馬牛問仁全章也。」發榜夕，又夢神語云：「汝元被易，水生奪去。」志已擬元，因大摠裁以同郡避嫌遂乙之，故湯公賓尹元云。神泄其秘，頗足異矣。